# Eko Eko Azarak, la série
Pour les articles homonymes, voir Eko Eko Azarak.
Eko Eko Azarak, la série Eko Eko Azarak (エコエコアザラク) est une série télévisée japonaise en 26 épisodes de Shimizu Atsushi et Hattori Mitsunori diffusée en 1997-1998. Elle est adaptée du manga homonyme de Shinichi Koga, prépublié de 1975 à 1979 dans le magazine Shōnen champion et compilé en 19 volumes.  

## Synopsis
Les aventures de la petite sorcière Misa Kuroi menant un combat sans merci contre les sorciers maléfiques et les démons décidés à semer le chaos dans notre monde.

## Fiche technique
- Titre original : Eko Eko Azarak (エコエコアザラク?)
- Titre français : Eko Eko Azarak, la série[réf. nécessaire]
- Réalisation : Shimizu Atsushi, Hattori Mitsunori, Higuchinsky
- Scénario : Sōtarō Hayashi
- Musique : Yuki Kimura
- Production : Hiroki Ôta
- Pays :  Japon
- Langue : japonais
- Format : Couleurs  - 35 mm - 1,85:1 - Stéréo
- Genre : Horreur
- Nombre d'épisodes : 26 (1 saison)
- Durée : 25 min.
- Dates de première diffusion : 
  - Japon : 1er février 1997
  - France : inédite

## Distribution
- Hinako Saeki : Misa Kuroi
- Rie Imamura : Anri Kuroi
- Chieko Shiratori : Kaoru Okamoto
- Hua Rong Weng : Shirō Okamoto

## Épisodes
1. Titre français inconnu (The Witch)
2. Titre français inconnu (The Face)
3. Titre français inconnu (The Refrain)
4. Titre français inconnu (The Fool)
5. Titre français inconnu (The Neighbor)
6. Titre français inconnu (The Evil)
7. Titre français inconnu (The Rule)
8. Titre français inconnu (The Vertigo)
9. Titre français inconnu (The Dream)
10. Titre français inconnu (The Hecate I)
11. Titre français inconnu (The Hecate II)
12. Titre français inconnu (The Hecate III)
13. Titre français inconnu (The Family)
14. Titre français inconnu (The Jealousy)
15. Titre français inconnu (The Revenge)
16. Titre français inconnu (The Pregnant)
17. Titre français inconnu (Seven I)
18. Titre français inconnu (Seven II)
19. Titre français inconnu (Seven III)
20. Titre français inconnu (The Mask)
21. Titre français inconnu (The Blood)
22. Titre français inconnu (The Judgment)
23. Titre français inconnu (The Farewell)
24. Titre français inconnu (Anri I)
25. Titre français inconnu (Anri II)
26. Titre français inconnu (Anri III)

### Films
- 1995 : Eko Eko Azarak: Wizard of Darkness (Eko Eko Azaraku), film japonais de Shimako Satō
- 1996 : Eko Eko Azarak 2: Birth of the Wizard (Eko Eko Azaraku II), film japonais de Shimako Satō
- 1998 : Eko Eko Azarak 3: Misa the Dark Angel (Eko Eko Azaraku III), film japonais de Katsuhito Ueno
- 2001 : Eko Eko Azarak 4 (Eko Eko Azaraku IV), film japonais de Kosuke Suzuki